# Isak Persson
Isak Persson (* 7. November 2000 in Lund) ist ein schwedischer Handballspieler. Sein Vater ist der Handball-Weltmeister von 1990 Jonas Persson.

## Karriere

### Verein
Isak Persson lernte das Handballspielen in der Jugend von H 43 Lund, wo sein Vater Trainer war. Nach seinem Wechsel innerhalb seiner Geburtsstadt Lund zu LUGI HF debütierte er bei den Erwachsenen in der Saison 2018/19 in der ersten schwedischen Liga. Bereits in der Saison 2017/18 stand er einmal im Kader im EHF-Pokal. In der Handbollsligan wurde er in der Saison 2020/21 mit 177 Toren Torschützenkönig sowie als bester Rechtsaußen in das All-Star-Team gewählt.
Zur Saison 2022/23 wechselte er in die deutsche Bundesliga zum Bergischen HC. Nachdem er mit dem Bergischen HC in die 2. Bundesliga abgestiegen war, wechselte er zum SC Magdeburg. In der EHF Champions League 2024/25 gewann er mit dem SCM das Finale gegen die Füchse Berlin, wobei er im Final Four nicht zum Einsatz kam. Im Sommer 2025 unterschrieb er einen Vertrag beim schwedischen Erstligisten HK Malmö.

### Nationalmannschaft
In der schwedischen A-Nationalmannschaft debütierte Persson am 6. November 2021 beim 32:28 gegen Polen in Kristianstad. Im Laufe der Europameisterschaft 2022 wurde er für den erkrankten Niclas Ekberg nachnominiert und erzielte vier Tore in zwei Spielen. Anschließend wurde er selbst durch Max Darj ersetzt. Am Ende gewann er mit den Schweden die Goldmedaille.